# Ашмесіян
Ашмесіян (перс. اشمسيان) — село в Ірані, у дегестані Чагар-Чешме, у бахші Камаре, шагрестані Хомейн остану Марказі. За даними перепису 2006 року, його населення становило 167 осіб, що проживали у складі 45 сімей.

## Клімат
Середня річна температура становить 11,42 °C, середня максимальна – 30,85 °C, а середня мінімальна – -12,30 °C. Середня річна кількість опадів – 227 мм.
| Клімат поселення                              | Клімат поселення | Клімат поселення | Клімат поселення | Клімат поселення | Клімат поселення | Клімат поселення | Клімат поселення | Клімат поселення | Клімат поселення | Клімат поселення | Клімат поселення | Клімат поселення | Клімат поселення |
| Показник                                      | Січ.             | Лют.             | Бер.             | Квіт.            | Трав.            | Черв.            | Лип.             | Серп.            | Вер.             | Жовт.            | Лист.            | Груд.            |                  |
| Середній максимум, °C                         | 6,98             | 8,70             | 13,03            | 19,60            | 25,08            | 30,85            | 30,85            | 30,60            | 26,03            | 19,32            | 12,34            | 6,96             |                  |
| Середня температура, °C                       | −2,66            | −0,96            | 3,38             | 9,96             | 15,43            | 21,21            | 24,95            | 24,70            | 20,12            | 13,40            | 6,43             | 1,05             |                  |
| Середній мінімум, °C                          | −12,3            | −10,59           | −6,27            | 0,30             | 5,77             | 11,56            | 19,04            | 18,80            | 14,22            | 7,51             | 0,52             | −4,84            |                  |
| Норма опадів, мм                              | 37               | 36               | 42               | 28               | 20               | 3                | 2                | 1                | 0                | 6                | 21               | 31               |                  |
| Середньомісячна швидкість вітру, м/с          | 1.39             | 1.98             | 2.35             | 2.66             | 2.48             | 2.30             | 2.22             | 2.28             | 2.08             | 1.92             | 1.48             | 1.50             |                  |
| Середньомісячна сонячна радіація, кДж/м²·день | 10054            | 13266            | 15733            | 18852            | 22642            | 26811            | 25799            | 24292            | 21617            | 16243            | 11562            | 9640             |                  |
| --------------------------------------------- | ---------------- | ---------------- | ---------------- | ---------------- | ---------------- | ---------------- | ---------------- | ---------------- | ---------------- | ---------------- | ---------------- | ---------------- | ---------------- |
| Джерело:                                      |                  |                  |                  |                  |                  |                  |                  |                  |                  |                  |                  |                  |                  |